# Narod
Národ je sociološki izraz, s katerim označimo skupino ljudi, ki ima skupno identiteteto, občutek pripadnosti. 
| “                                                    | národ: 1. skupnost ljudi, navadno na določenem ozemlju, ki so zgodovinsko, jezikovno, kulturno, gospodarsko povezani in imajo skupno zavest: ljudstvo se je izoblikovalo v narod ... | ” |
| —Slovar slovenskega knjižnega jezika, SSKJ na spletu | |   |

Sorodni izrazi so: nacija, ljudstvo, etnična skupina, ki pa imajo vsak svoj pomenski poudarek. V slovenskem kontekstu je pri pojmu narod večji poudarek na jezikovni in kulturni enotnosti, pač glede na to, da Slovenci dolgo niso imeli svoje državnosti. V okoljih, ki izpostavljajo državnost, ustrezen izraz ne ločijo med narodom in nacijo, izraz (»nation, nationality«) enačijo z državljanstvom (na primer: Francija, angleško govoreči svet).
Najpomembnejša značilnost naroda je samoopredelitev. Narodna zavest lahko nastane na osnovi več značilnosti:
- jezik,
- kultura,
- politično organiziranje ter skupni strateški cilji,
- zgodovinska zavest,
- rodovna oziroma genetska povezanost,
- družbene komunikacije,
- vera
- skupno ozemlje ali zavest o ozemlju.
- gospodarske povezave.

Nekateri narodi, podobno kot skoraj redno plemena, predpostavljajo mitsko osnovo za svoje posebne zahteve. Vpliv mitov na narodno zavest je izrazit v prelomnih časih: na primer pri Nemcih v času nacizma, pri Judih v času od vzpona cionizma do danes in pri Srbih. 
Udeležba navedenih skupnih značilnosti je pri posameznih narodih različna. Ponekod je v državi tolikšna pestrost ver, plemen in ločenih zgodovin, da se izogibajo pojmu narod. Uporabijo stopnjevanje: etnična skupina - nacija, brez stopnje narod. 
Pogoste so tudi mešane pripadnosti glede na navedene značilnosti, kot na primer švicarski Nemci (podoben jezik in kultura, različna zgodovinska in politična pripadnost), ruski Judi (znatna kulturna sorodnost, različna religiozna, genetska in zgodovinska pripadnost).
Narod ni strogo opredeljen sociološki pojem, ki bi imel enako veljavo za vsak primer. Upoštevati je treba sestavine in moč: pokrajinske, plemenske, narodne in/ali nacionalne zavesti in praktične (politične) posledice sestavin zavesti o skupnosti.

## Zgodovinski pogled na narod

### Marksistični pogledi na narode
Karl Marx se zaradi njegovih širše zasnovanih filozofskih in ekonomskih del šteje za začetnika marksistične šole  sociologije in med najpomembnejše začetnike celotne sociologije. Marksistična šola kot osnovno orodje uporablja dialektični in historični materializem, opazuje pa predvsem razmerja med sloji prebivalstva v skupnosti. Druga značilnost pristopa je ugotavljanje razvoja v fazah. Eden izmed postulatov dialektike je »preraščanje kvantitete v kvaliteto«. V primeru naroda opazujemo kopičenje značilnosti naroda, ko se ta še ni konstituiral, in nato včasih hiter prehod v novo kakovost: narod z vsemi priznanji in značilnostmi.
Z narodom ali narodi se Marx ni izrecno ukvarjal; zanimal ga je bolj razvoj ekonomskih razmerij znotraj narodnih okolij. Prednost je dajal internacionalizmu v delavskem gibanju. V Komunistični manifest, ki je akcijski načrt delavskega gibanja v času nastanka (revolucionarno leto 1848), Marx in sodelavci zato zapišejo:
»Komunistom so tudi očitali, da hočejo odpraviti narodnost, domovino. Delavec nima domovine. Nihče mu ne more ugrabiti, česar nima. Proletarijat si mora šele osvojiti politično moč, uveljaviti se kot narodni razred in se konstituirati kot narod, zatoraj je naroden, seveda ne v meščanskem smislu.«
in še:
»V tej meri, kot se odpravlja izkoriščanje poedinca po poedincu, v tej meri se odpravlja tudi izkoriščanje naroda po narodu. Hkrati z razrednim nasprotjem v notranjosti naroda se zruši tudi sovražno stališče narodov med seboj.«
Protislovja med sožitjem samostojnih narodov in realnim ali namišljenim izkoriščanjem »naroda po narodu« praktično ni razrešeno. Druga možnost je zraščanje narodov v nad-narod, kar je bila praksa v komunističnih večnacionalnih državah (Sovjetska zveza, SFR Jugoslavija).

#### Engelsovo razločevanje med zgodovinskimi in nezgodovinskimi narodi
Marxov najožji sodelavec F. Engels je v člankih ob rob analize revolucije leta 1848 v Avstriji razlikoval med zgodovinskimi (Nemci, Poljaki, Madžari) in nezgodovinskimi narodi (ljudstvi). Med slednje je štel Čehe, Južne Slovane, Ukrajince, Slovake, Transilvanske Romune in Saksonce. Narode je razlikoval po njihovi vlogi v revoluciji; nezgodovinski narodi naj bi ravnali proti-revolucionarno in bili vsekakor obsojeni na izumrtje. 
Podobno stališče do različnih narodov je najti že pri Heglu, ki je trdil: »Narod brez izoblikovane državnosti ... v bistvu nima zgodovine, tako kot narodi, ki so obstajali pred vzponom držav in drugi, ki so še v stanju divjaštva«. 
Engels si je pogosto dovolil grobe izraze, na primer v delu »Madžarski boj« napeljuje na »krvavo maščevanje nad slovanskimi barbari« in »(uničenje) vseh teh malih prašičjeglavih narodov vključno s spominom mnanje«. Taka revolucionarna gorečnost Engelsa oddaljuje od teorije, ki sta jo z Marxom gradila  pred revolucijo - da je razredni bolj gibalo revolucije - in ga je vrnila v lastno mladostno idealistično hegeljanstvo.

#### Marksizem in narod v 20. stoletju
Na prakso dežel s prevlado komunististov je vplivalo razumevanje naroda, kot ga je opisal Stalin v enem svojih zgodnjih teoretičnih del (leta 1913):
»Narod je zgodovinsko vzpostavljena trajna skupnost ljudi, nastala na osnovi skupnega jezika, ozemlja, gospodarskega življenja in duhovnega ustroja, ki se odraža v skupni kulturi.«
Marksisti so priznavali narod kot zgodovinsko dejstvo in družbeno silo, kar se odraža v ustroju komunističnih večnacionalnih držav (Sovjetska zveza, SFR Jugoslavija). Te države so bile ustanovljene kot federacija republik in nacionalnih »avtonomnih republik«, »avtonomnih pokrajin« ter nacionalnih okrožij s postopoma manjšo stopnjo avtonomije. 
Druga plat prakse državnih politik v takih državah se je opirala na predstavo o proletarskem internacionalizmu, ki omejuje suverenost narodov. Prisotno je prepričanje, da se bodo narodi zlili v enotni »socialistični« (oziroma komunistični) vele-narod. Ta proces zlivanja narodov naj bi bila zgodovinska nujnost, čeprav so jo tolmačili v vsaki državi drugače: narodi naj bi se zlili v enotni sovjetsko-ruski (v SZ) oziroma srbsko-jugoslovanski v Jugoslaviji. Taka praksa ni tuja nobeni večnacionalni državi, ki po logiki oblasti teži k podjarmljenju podrejenih enot in asimilaciji etničnih skupin (teorija talilnega lonca). 
Stalinska oblast je večkrat z narodnimi skupnostmi postopala zelo grobo. Iztrebljala je ljudi zaradi nacionalističnega odklona in preseljevala cele narodne skupnosti (na primer Krimske Tatare, kar je prehajalo v etnocid. Po drugi strani pa je stalinistična oblast vzpostavljala nova nacionalne enote, na primer Židovska avtonomna pokrajina v Sovjetski zvezi in sedaj v Rusiji. V SFR Jugoslaviji sta delovali avtonomni pokrajini Vojvodina in Kosovo v okviru SR Srbije.
V skladu z marksističnim materializmom je E. Kardelj poudarjal tudi medsebojno pogojenost med kapitalističnimi družbenimi odnosi in obstojem nacionalnih držav. V tem smislu je obstoj klasične oblike naroda v nacionalni državi zgodovinsko omejen.

#### E. Kardelj o narodnem vprašanju Slovencev
Slovenski marksistični teoretik in politik Edvard Kardelj je poleg običajno priznanih sestavin (glej uvod in Stalinovo definicijo) poudarjal tudi kapitalistične družbene odnose kot pogoj za nastanek naroda, kot ga pojmujemo danes. V  antiki in v času fevdalne oblasti ni bilo dovolj razlogov za oblikovanje sodobne nacionalne države, ki je idealno okolje za izražanje naroda (tudi z manj željenimi atributi kot je rasizem, šovinizem, nacionalizem). 
V svojem delu (izdano pod psevdonimom Sperans): Razvoj Slovenskega narodnega vprašanja Kardelj ugotavlja, da je bistven pogoj za rešitev »slovenskega narodnega vprašanja« vzpostavitev narodne oblasti - nekega približka nacionalni državi. V drugi izdaji (1957) trdi, da je »V novi Jugoslaviji …narodnostno vprašanje načelno rešeno, obstaja pa še vprašanje slovenskih narodnih manjšin v drugih državah.«
Ugotavlja: »Da ne bi prišlo tudi v Jugoslaviji do kakršnega koli zaostrovanja med svobodnimi in demokratičnimi jugoslovanskimi narodi, je treba paralizirati naslednje faktorje: idejne in politične ostanke klasičnega buržoaznega nacionalizma, birokratski centralizem in njegovo idejno-politično manifestacijo, veledržavni hegemonizem in velike razlike v gospodarski razvitosti posameznih delov Jugoslavije.«
E. Kardelj je v političnem delu upošteval lastna opozorila. Kljub nasprotovanju velikosrbskih unitaristov je ustava SFRJ iz leta 1974 povečala samostojnost nacionalnih republik (in obeh narodnostno mešanih avtonomnih pokrajin), kar je bil korak k utrditvi slovenske državnosti in preraščanja naroda v nacijo.

## Slovenci kot narod in nacija

### Slovenci do priznanja narodne suverenosti

#### Ivan Cankar o Slovencih in Jugoslovanih
Ivan Cankar, ki ga ne štejemo med marksiste, a je bil blizu tem miselnim tokovom, je o takrat aktualnem vprašanju samostojnosti slovenskega naroda med južnoslovanskimi narodi govoril v znamenitem govoru v Ljubljani leta 1913:
| “                                                     | Po krvi smo bratje, po jeziku vsaj bratranci, po kulturi, ki je sad večstoletne separatne vzgoje, pa smo si med seboj veliko bolj tuji nego je tuj naš gorenjski kmet tirolskemu ali goriški viničar furlanskemu. | ” |
| —Ivan Cankar, Slovenci in Jugoslovani, Ljubljana 1913 | |   |

Citat ilustrira prepričanje, da je za narod bistvenega pomena enotna kultura (»miselni ustroj« po mladem Stalinu) in tudi enotna ali povezana gospodarska osnova, bolj kot »krvno bratstvo«.

#### Ivan Cankar o »narodnem blagru«, ljudstvu in kulturi
Podobno kot drugi misleci blizu marksistični usmeritvi je Cankar nezadovoljen z dogajanjem v slovenskem ljudstvu, v nastajajočem narodu. Moti ga delo za »narodov blagor« (danes: »nacionalni interes«), namesto prizadevanja za izboljšanje razmer za ljudi. V predavanju Slovensko ljudstvo in slovenska kultura leta 1907 je izzval poslušalce:
V tej bridkosti in potrtosti me je prijel usmiljen človek pod pazduho in me je vodil v krčmo ... in je govoril téle pametne besede:
»Ne žaluj, prijatelj!  ... Ne delujete za ljudstvo, zato pa delujete za narod; ne trpite za ljudstvo, zato pa trpite za narod; narodu darujete in narod vam bo hvaležen!«
Nisem razumel te globoke modrosti, toda prijatelj, ... mi je razložil stvar na jako prijeten način:
»Glej to prostrano, zakajeno, slabo razsvetljeno izbo! Glej te ljudi! Njih obrazi so grobi, v njih očeh je več skrbi in sovraštva, nego učenosti, njih roké so težke in okorne, njih obleka je zakrpana in posvaljkana, iz ust pa jim žganje smrdi ... Glej, to je ljudstvo! ...«
»Tako, prijatelj, sva videla ljudstvo, poglejva še narod.«
Narod je sedel v salonu in je bil že nekoliko pijan. Izba je bila svetla in prijazna, mize so bile pogrnjene. In za mizami je sedel črno oblečeni, veseli, glasni narod. Njegov obraz je bil rdeč in vroč; iz lic je puhtelo vino, v očeh je gorela prešernost življenja. Pa se je vzdignil izza mize lep in postaven gospod, potrkal je s prstanom ob kozarec in je izpregovoril:
»Gospoda slavna! Ker smo tako lepo zbrani, je potreba, da pokažemo kletim sovragom, kdo da smo! Kaj je slovenski narod? Slovenski narod je teptan ... Natakar, zapri duri, da ne bo smrdelo sem tisto ljudstvo s svojim žganjem in tobakom. ...«

## Genetska enotnost naroda
Raziskave o nastanku narodov (etnogeneza) ugotavljajo, da genetska (rodovna) sorodnost v zgodovinski dimenziji ni odločilna za nastanek naroda. Vsi današnji narodi so nastali s selitvami, osvajanji in mešanjem med staroselci in prišleki. Deleži variant genov (alel) pri pripadnikih različnih narodov se razlikujejo; osnovna značilnost populacij pa je variabilnost. Neka stopnja genetske različnosti je za narod v splošnem ugodnejša od »čistosti rase«. Genetske razlike so lahko moteče zlasti, če gre za gene, ki se izražajo navzven (barva kože, oči, las).